# 甘茶の音楽工房
甘茶の音楽工房（あまちゃのおんがくこうぼう）は、作曲家の甘茶（あまちゃ）による日本のフリー音楽素材サイトである。別館として「ノスタルジア」も存在する。両サイトの収録曲は、すべて甘茶によるオリジナル楽曲である。

## 概要
甘茶により、2009年に開設された（ただし、楽曲自体は2007年ごろから公開されている）。2015年には別館として、アコースティック曲を中心としたフリー音楽素材サイト」が開設された。
「甘茶の音楽工房」と「ノスタルジア」のいずれも、甘茶が趣味で制作した楽曲をフリーBGM素材として配布するもので、サイトから楽曲を無料でダウンロードして使用でき、個人利用のみならず商用利用としても無料で楽曲を使用できる。ただし、フリー音楽素材サイトであるが、掲載された楽曲の著作権は放棄しておらず、サイト上の全楽曲の著作権は甘茶が保有する。

## 利用規約
サイトの利用規約には以下のように定められており、この規約を守るかぎり自由に楽曲を使用できる。 
1. 楽曲の販売や二次配布を禁ずる
2. 楽曲使用にあたり作曲者やサイト名などのクレジット表記は不要だが、自作曲と僭称するなど作曲者を偽ることを禁ずる
3. 楽曲を使用した作品を、JASRACなど著作権管理団体への登録を禁ずる

なお、2019年以降、新曲の追加は行われていない。